# Derolus argentesignatus
Derolus argentesignatus es una especie de escarabajo longicornio del género Derolus, tribu Cerambycini, subfamilia Cerambycinae. Fue descrita científicamente por Gressitt & Rondon en 1970.

## Descripción
Mide 15-16 milímetros de longitud.

## Distribución
Se distribuye por Laos y Tailandia.